# Walter Frere
Walter Howard Frere CR, född 1863, död 1938, var en brittisk teolog och biskop i Engelska kyrkan.
Frere var biskop av Truro stift i Cornwall, och en av den högkyrkliga riktningens främsta predikanter. Han har utgett flera arbeten i kyrkohistoria och liturgik.